# Llanos
Llanos (uttal: /'janɔs/; spanska Los Llanos) är ett gräsbevuxet slättområde i nordvästra Sydamerika. Det västra delen ligger i Colombia och utgör där naturregionen Colombias östliga slätt. Den västra delen ligger i centrala Venezuela.

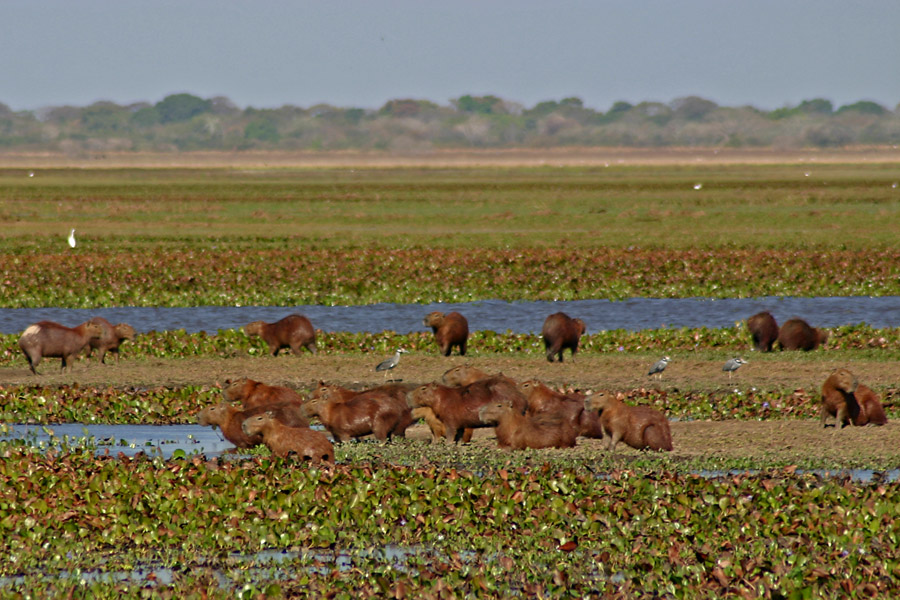
En grupp av kapybaror betar vid Hato La Fe i den venezolanska delen av Llanos.

## Beskrivning
Llanos är det spanska ordet för slätter. Den spanska benämningen är Los Llanos – Slätterna.
Llanos är ett utbrett, låglänt savannområde, runt och väster om Orinoco och dess bifloder. Det karakteriseras av vintertorka men har gott om vatten under sommaren, då området utsätts för omfattande översvämningar. Llanos är glest och ojämnt trädbevuxet, och bränder kan ha förorsakat stora trädlösa områden. Floddalarna är dock ofta bevuxna av bland annat palmer. Llanos öppna karaktär har uppstått utan människans påverkan; den öppna trädlösa karaktären är endast 10 000 år gammal, utvecklad i "läområdet" mellan Anderna och det guyanska höglandet. Gräsområdena har dock sedan 1500-talet använts som betesmark av stora boskapshjordar.
I delar av det venezolanska Llanos har man på sistone etablerat odling av bland annat majs, ris bomull och foderväxter, odlingar som understöds av konstbevattning. Vissa fynd av råolja har gjorts i utkanterna av Llanos.